# Teretrius pusillus
Teretrius pusillus är en skalbaggsart som först beskrevs av Desbordes 1930.  Teretrius pusillus ingår i släktet Teretrius och familjen stumpbaggar. Inga underarter finns listade i Catalogue of Life.